# 커티스 마치
커티스 마치(Kurtis March, 1993년 3월 30일 ~ )는 웨일스의 축구 선수이다. 현재 프리미어리그의 스완지 시티에서 미드필더로 뛰고 있다.